# Jardin botanique royal d'Édimbourg
 (janvier 2019).
Si vous disposez d'ouvrages ou d'articles de référence ou si vous connaissez des sites web de qualité traitant du thème abordé ici, merci de compléter l'article en donnant les références utiles à sa vérifiabilité et en les liant à la section « Notes et références ».
Le jardin botanique royal d’Édimbourg ou Royal Botanic Garden Edinburgh est une institution scientifique œuvrant pour l'étude et la conservation des plantes. Il occupe 4 sites distincts : le jardin principal situé à Édimbourg et trois jardins régionaux disséminés en Écosse (Benmore, Logan et Dawyck).

## Historique
Le jardin botanique d'Édimbourg a été créé en 1670 comme jardin de plantes médicinales près du Palais de Holyrood par les docteurs Robert Sibbald et Andrew Balfour. C’est le deuxième plus ancien jardin botanique du Royaume-Uni après celui d’Oxford. En 1763, les collections du jardin furent transférées vers le quartier de Leith afin d’échapper à la pollution de la ville. Le jardin occupe son emplacement actuel à Inverleith depuis 1820. Le palmarium, qui est le plus haut de Grande-Bretagne, a été construit en 1858.
Au XXe siècle, le jardin botanique développa trois antennes régionales : à Benmore en 1929, à Logan en 1969 et enfin à Dawyck en 1978.

## Le jardin d'Édimbourg
Le jardin, d’une superficie de 28 hectares, est situé à 2 km du centre ville. Au sein des institutions mondiales, le jardin botanique est un acteur important dans la recherche et la préservation de la biodiversité. Il est impliqué dans différents projets de conservation au Royaume-Uni ou dans le reste du monde. Ses principaux axes de recherche sont : la biodiversité écossaise, les plantes et le changement climatique et enfin les projets de conservation.

### Collections vivantes
Le jardin et ses annexes régionales  proposent une collection de près de 36 000 plantes représentant 15 000 espèces différentes originaire du monde entier, soit 5 % des espèces végétales connues.
Les collections comprennent entre autres :
- Jardin de plantes alpines
- Tourbière
- Végétation chinoise
- Rocailles
- Des serres : 
  - Palmarium :
    - Palmiers des régions tempérés
    - Palmiers tropicaux

  - Orchidées et Cycas
  - Fougères
  - Forêt tropicale
  - zone désertique

### Herbier
L’herbier, situé dans un bâtiment dédié du jardin d’Édimbourg, comporte près de 3 millions de spécimens. Cet herbier est le résultat de la réunion des collections de l’Université d'Édimbourg et de celles de la société botanique d’Édimbourg en 1839. Au fil des ans, il s’est étoffé par ajouts successifs de collections privées comme celles de R. K. Greville ou John Hutton Balfour, ou de collections académiques telles que celles des Universités de Glasgow, de saint Andrews ou de Hull. La plus importante collection est celle de George Arnott Walker Arnott qui est entrée dans l’herbier grâce à un prêt permanent de l’Université de Glasgow en 1965. Cette collection, rassemblée au milieu du XIXe siècle, comprend des spécimens principalement originaires d’Inde, d’Amérique du Nord et du sud, et d’Afrique du sud.

### Bibliothèque
La bibliothèque recueille près de 70 000 livres et 150 000 périodiques.

## Les jardins annexes régionaux
- Benmore : Situé sur la côte ouest de l'Écosse, le jardin subit un climat océanique humide. Il accueille des plantes et des arbres des zones très pluvieuses tels que des conifères et des rhododendrons. Le jardin comporte une impressionnante allée de séquoias.
- Dawycck : Situé dans le sud de l’Écosse, le jardin de Dawyck est favorable aux plantes nécessitant un climat froid et sec.
- Logan : Présentant un climat presque subtropical, le jardin procure des conditions de culture idéales pour les plantes de l’hémisphère sud.

## Images

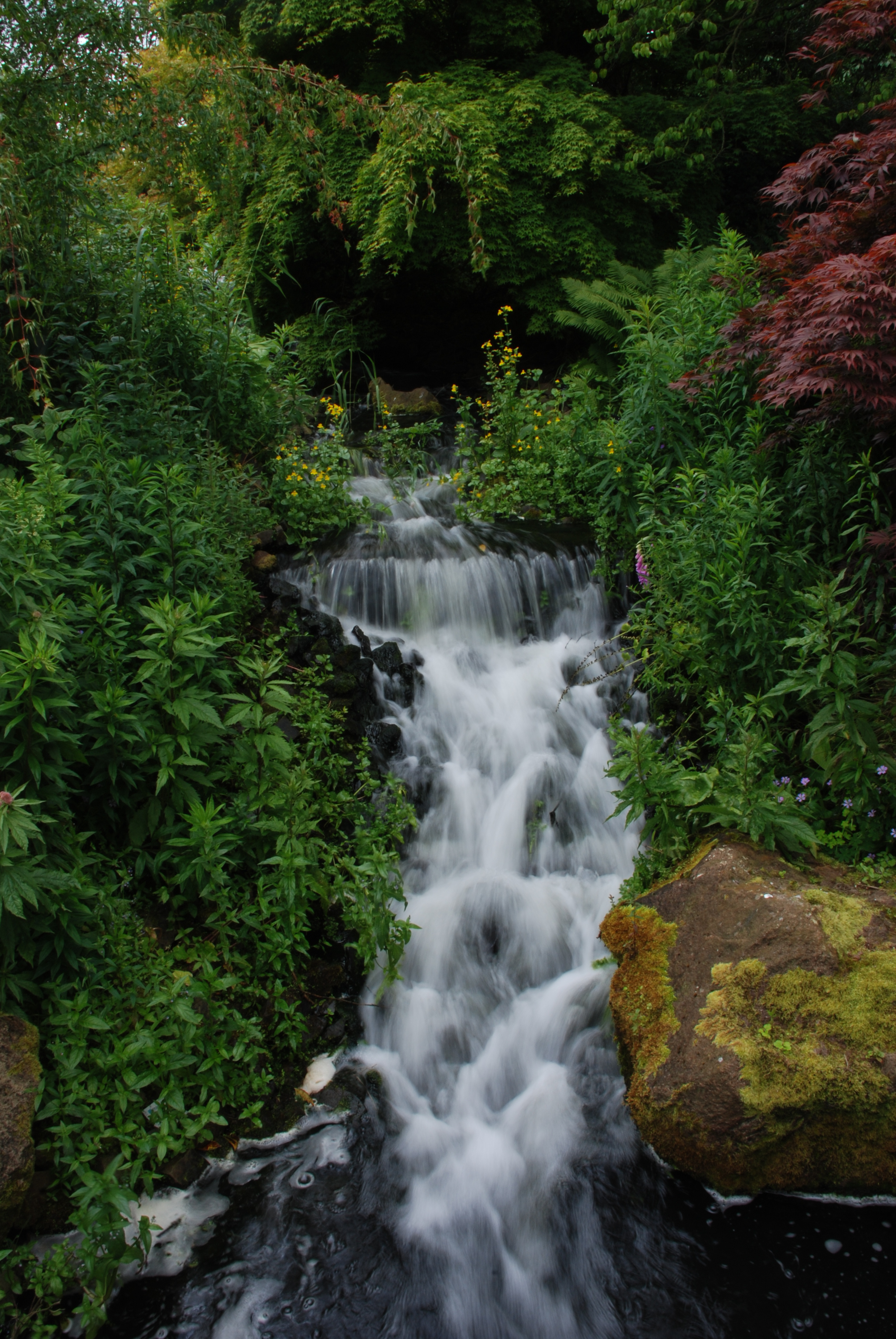
Édimbourg : Cascade
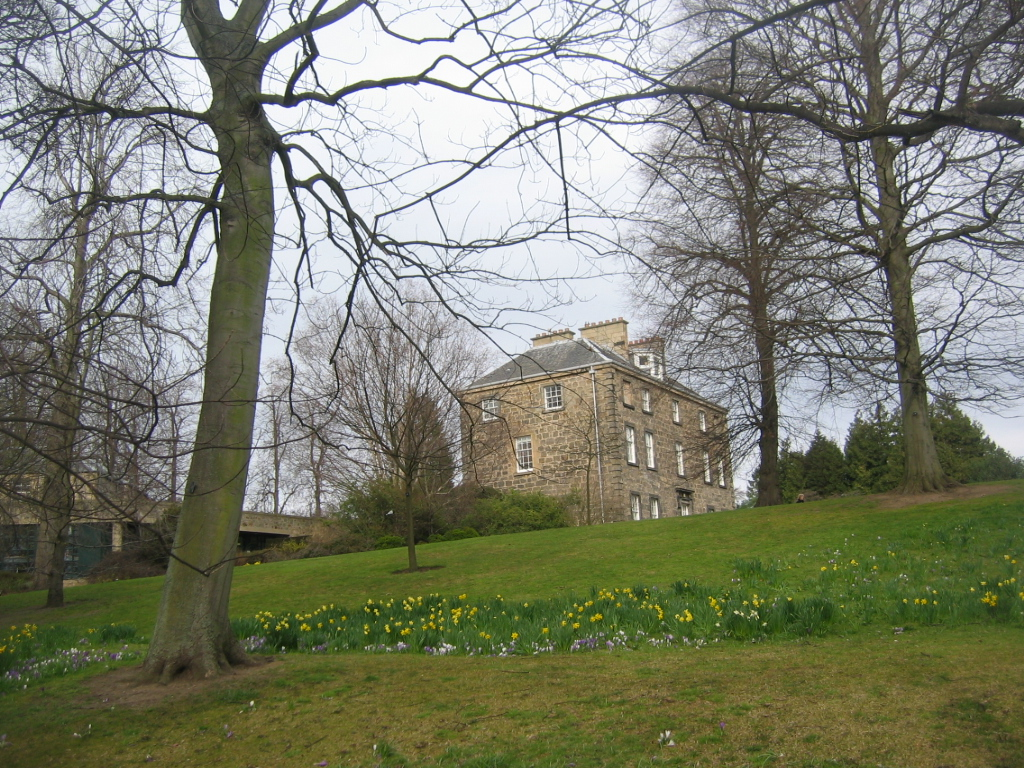
Édimbourg : Inverleith House au cœur du jardin
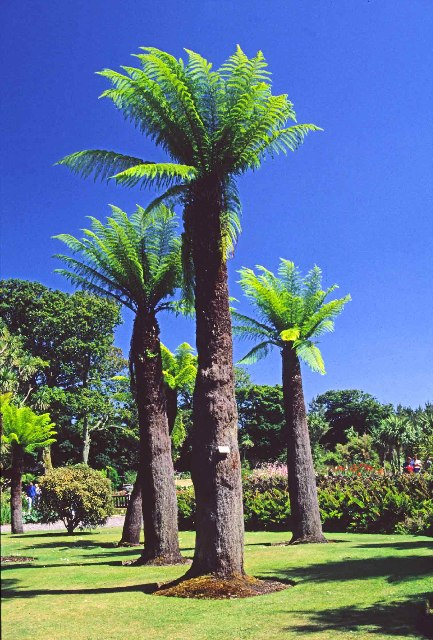
Logan : fougères arborescentes
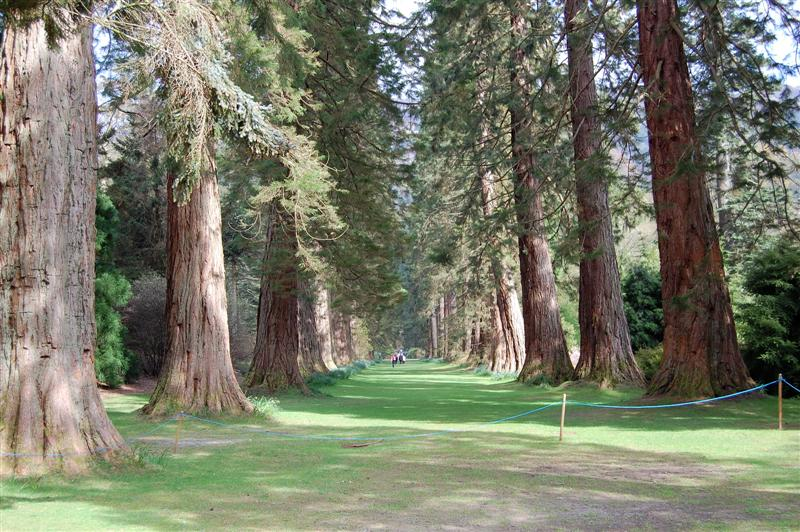
Benmore : Allée de Séquoias